# Kwenge
Kwenge, Kwengo (båda franska) eller Cuengo (portugisiska) är en flod i Angola och Kongo-Kinshasa, ett biflöde till Kwilu. I Kongo-Kinshasa rinner den genom provinserna Kwango och Kwilu, i den västra delen av landet, 400 km öster om huvudstaden Kinshasa. En del av floden bildar gräns mellan provinserna, och en annan del utgör statsgräns. Den är segelbar från mynningen vid Lusanga till Bumba.